# Лаокюла (Ляене-Сааре)
Ла́окюла (ест. Laoküla) — село в Естонії, у волості Ляене-Сааре повіту Сааремаа.

## Населення
Чисельність населення на 31 грудня 2011 року становила 32 особи.

## Географія
Село лежить на острові Сааремаа на відстані приблизно 1 км на схід від селища Асте, через яке проходить автошлях 86 (Курессааре — Вигма — Панґа).

## Історія
До 12 грудня 2014 року село входило до складу волості Каарма.

## Пам'ятки природи
На схід від села розташовується заказник Сепа (Sepa hoiuala) (VI категорія МСОП). Площа — 111,5 га.